# Mariakapel (Abdissenbosch)
Het Mariakapel is een niskapel in Abdissenbosch in de Nederlands Zuid-Limburgse gemeente Landgraaf. De kapel staat op de hoek van de hoek van Gravenweg met de Jagerspad met erachter een bosgebiedje.
De kapel is gewijd aan Maria.

## Geschiedenis
In 1922 werd de kapel gebouwd aan de Europaweg-Noord.
Begin jaren 1950 werd de kapel en het beeld vernield. De kapel werd hersteld en in de nis kwam een beeld van Charles Vos.
In 1956 werd de kapel weer vernield en legden de vandalen het beeld op straat. Dit werd op tijd ontdekt, waardoor verdere schade aan het beeld werd voorkomen.
In 1997 werd de kapel van de Europaweg-Noord naar de Gravenweg verplaatst door Belangenvereniging D'r Bösch.

## Bouwwerk
De kapel heeft de vorm van een pilaar op een rechthoekig plattegrond waarin een nis is aangebracht en wordt gedekt door een zadeldak met leien. Aan de onderzijde staat de kapel op een iets bredere hoge plint die in natuursteen (carboonzandsteen) is uitgevoerd. De rest van de kapel bestaat uit baksteen.
De kapelnis bestaat uit een gemetselde rondboog die met een wit geschilderd traliehekje en glas wordt afgesloten. In de nis staat een Mariabeeldje van beeldhouwer Charles Vos. Rond de nis is op het witte kozijn in blauwe letters een tekst aangebracht:

AVE MARIA BID VOOR ONS DIE ONZE TOEVLUCHT TOT U NEMEN